# Rajko Ranfl
Rajko Ranfl, slovenski fotograf, portretist, krajinar in novinar, filmski reporter, snemalec, televizijski asistent kamere in režiser, * 7. januar 1937, Šentvid pri Planini, † junij 2017.
Ustvaril je veliko kratkih filmov za TV Ljubljana na različne teme in pet celovečernih filmov. Večino svojih filmov je posnel v črno-beli tehniki, čeprav je v zadnjih filmih dokazal da ni nič slabši v barvni tehniki. Po upokojitvi je živel v Logu pri Brezovici.

## Posneti kratki filmi za TV
- Črno in belo,
- Divjad,
- Jesen na Donavi,
- Kruh,
- 24 ur Ljubljane,
- TV akcija Sanitarni inšpektor presenečenja,
- TV akcija Človek in kultura - Gostilne,
- Na stara leta,
- Filmski TV portret - slovenskih kiparjev;
  - Slavka Tihca,
  - Zdenka Kalina,
  - Stojana Batiča,
- Filmski TV portret - slovenskih slikarjev;
  - Rudija Španzla,
  - Lojzeta Spacala,
- Portreti slovenskih igralcev;
  - Mila Kačičeva,
  - Radka Poliča,
  - Jurija Součka,
  - Milene Zupančič,
  - Milene Muhič,
- Serija TV filmov - o slovenskih pevcih zabavne glasbe;
  - Ditke Haberl,
  - Nece Falk,
  - Elde Viler,
  - Ota Pestnerja,
  - Ansambel Pepel in kri,
- Humoristična TV serija filmov -Kar bo, pa bo;
  - Antireklame,
- Celovečerni filmi;
  - Mrtva ladja (glavna igralca Radko Polič in Milena Zupančič),
  - Pomladni veter,
  - Ko zorijo jagode,
  - Ljubezen,
  - Živela svoboda

## Priznanja
- Nagrada Zlati lev - Locarno, 1970
- Nagrada Prešernovega sklada, 1984
- Nagrada Franceta Štiglica, 2016